# Las Anod
Las Anod oder Lasanod (somalische Schreibweise: Laascaanood) ist eine Stadt im Norden Somalias mit Berechnungen zufolge rund 200.000 Einwohnern im Jahr 2025. Sie ist Hauptstadt der Region Sool, die sowohl vom de facto unabhängigen Somaliland als auch von den autonomen Teilstaaten Puntland und Khatumo beansprucht wird.
Mithilfe der Geldüberweisungen von im Ausland lebenden Somaliern konnte Las Anod, wie andere Städte in Nordsomalia, (wieder-)aufgebaut werden, es wurden Schulen und Krankenhäuser gebaut.
Seit 2003 war Las Anod unter der Kontrolle Puntlands. Im Oktober 2007 eroberte Somaliland die Stadt nach schweren Kämpfen wieder, wobei etwa 20.000 Menschen vertrieben wurden. Beim anschließenden Besuch somaliländischer Minister kam es zu Protesten von Teilen der Bevölkerung. Es gibt Bestrebungen in Puntland, Las Anod wiederum zurückzuerobern.
Im Jahr 2011 befand sich in Las Anod ein Stützpunkt der Streitkräfte von Somaliland.

## Söhne und Töchter der Stadt
- Abdi Bile (* 1962), Leichtathlet
- Ali Khalif Galaid (1941–2020), 2000–2001 Premierminister der somalischen Übergangsregierung